# كلينن أؤل
كلينن أؤل Kalininaul، كان اسمها Yurt-Aukh (يُرْتْ-عَوُخْ) حتى عام 1944، (الروسية: Калининаул)، حتى عام 1944 (الروسية: Юрт-Аух) ؛ (بالشيشانية: Ширча-Ӏовх) ) هي منطقة ريفية (قرية (سيلو)) في مقاطعة كازبيكوفسكي بجمهورية داغستان، روسيا، وتقع على الضفة اليمنى لنهر أكتاس، عند التقاء نهر سالا سو، على مسافة 18 كيلومتر (11 mi) جنوب خسافيورت على الحدود مع جمهورية الشيشان. عدد السكان: 4,531 ( تعداد 2010) 4,439 ( تعداد 2002) والغالبية شيشانية.

## التاريخ
تُعد أقدم قرية في الشيشان في Terco-Sulak Meternrech. كانت تُعرف سابقًا باسم Shircha-Evla وYurt-Evla ويورت أوخ Yurt-Aukh.
كانت يورت أوخ، كما كان يُطلق عليها آنذاك، حتى عام 1944 جزءًا من مقاطعة أوخ. وفي عام 1944، أثناء ترحيل الشيشان إلى آسيا الوسطى، رُحِّل السكان المحليين واستقر الأفارز من سلو ألماك المجاورة في مكانهم.
في عام 1956، سُمح للشيشان بالعودة إلى منطقة القوقاز، لكن السلطات المحلية حظرت عودتهم مباشرة إلى قرى أجدادهم في منطقة أوخ السابقة. ولكن بعد عدة سنوات فقط تمكن الشيشان من البدء في إعادة شراء منازلهم من الأفارز.
في 27 أغسطس 2007، وقع اشتباك بين أكثر من مائة شيشاني وأفارز في كالينينول، مما أسفر عن إصابة ثمانية أشخاص.

## البنية التحتية
يوجد بها مدرسة ابتدائية وثانوية، ويوجد أيضًا دار للثقافة ومكتب بريد وروضة أطفال وأربعة مساجد (اثنان شيشانيان واثنان أفار).

## العشائر
يسكن القرية العشائر الشيشانية التالية:
- عكوي
- فارشوي
- بيتروي
- تشينتي
- تشونتوي
- شينروي
- نوكخوي
- فيابي

## في الأدب
- Ахмадов Я. З. (2009). Очерк исторической географии и этнополитического развития Чечни в XVI-XVIII веках. Москва. ISBN:978-5-91821-013-0. مؤرشف من الأصل في 2023-04-01.{{استشهاد بكتاب}}:  صيانة الاستشهاد: مكان بدون ناشر (link)